# Cmentarz wojenny w Snopkach
Cmentarz wojenny w Snopkach – cmentarz z I wojny światowej znajdujący się na zachód od wsi Snopki w województwie warmińsko-mazurskim, w powiecie piskim, w gminie Pisz. 
Obiekt znajduje się od przy drodze 58 z Pisza do Ruciane-Nida. Ma kształt prostopadłościanu o wymiarach około 10 na 15 m. 
Na cmentarzu pierwotnie było pochowanych prawdopodobnie 66 lub 64 żołnierzy pochowanych w grobach zbiorowych oraz pojedynczych poległych w lutym 1915 roku:
- 21 Niemców z jednostek: 4 Pułk Grenadierów im. Króla Fryderyka Wielkiego (3 Wschodniopruski), 43 Pułk Piechoty im. Księcia Meklenburgii Karola (6 Wschodniopruski), 44 Pułk Piechoty im. Hrabiego Dönhoffa (7 Wschodniopruski). Znane są nazwiska 14 żołnierzy niemieckich poległych 7 i 8 lutego.
- 43 Rosjan (nieznane nazwiska i przynależność pułkowa)

Pochowani na cmentarzu żołnierze zginęli w czasie walk w II bitwie mazurskiej. W czasie ataku Trzeciej Brygady Piechoty, 2 Dywizji piechoty w kierunku Drygał.